# 2023 a filmművészetben
2023 a filmművészetben a 2023-as év fontosabb filmes eseményeit tartalmazza az alábbiak szerint:

## Sikerfilmek
Forrás: Box Office Mojo, 2023 Worldwide Box Office
| #   | Cím                               | Forgalmazó              | Bevétel              | Megjelenés  |
| --- | --------------------------------- | ----------------------- | -------------------- | ----------- |
| 1.  | Barbie                            | Warner Bros.            | 1 441 826 593 dollár | július 21.  |
| 2.  | Super Mario Bros.: A film         | Universal Pictures      | 1 361 367 353 dollár | április 7.  |
| 3.  | Oppenheimer                       | Universal Pictures      | 952 036 235 dollár   | július 21.  |
| 4.  | A galaxis őrzői: 3. rész          | Walt Disney Pictures    | 845 555 777 dollár   | május 5.    |
| 5.  | Halálos iramban 10.               | Universal Pictures      | 704 875 015 dollár   | május 19.   |
| 6.  | Pókember: A pókverzumon át        | Sony Pictures Releasing | 690 516 673 dollár   | június 2.   |
| 7.  | A kis hableány                    | Walt Disney Pictures    | 569 626 289 dollár   | május 26.   |
| 8.  | Mission: Impossible – Leszámolás  | Paramount Pictures      | 567 535 383 dollár   | július 12.  |
| 9.  | Elemi                             | Pixar                   | 496 307 013 dollár   | június 16.  |
| 10. | A Hangya és a Darázs: Kvantumánia | Walt Disney Pictures    | 476 071 180 dollár   | február 17. |

### Sikerfilmek Magyarországon
Forrás: Box Office Mojo, Hungary Yearly Box Office
| #   | Cím                              | Forgalmazó    | Bevétel          | Megjelenés   |
| --- | -------------------------------- | ------------- | ---------------- | ------------ |
| 1.  | Barbie                           | InterCom Zrt. | 3 858 033 dollár | július 20.   |
| 2.  | Oppenheimer                      | UIP-Dunafilm  | 3 309 316 dollár | július 20.   |
| 3.  | A galaxis őrzői: 3. rész         | Fórum Hungary | 1 837 177 dollár | május 4.     |
| 4.  | Super Mario Bros.: A film        | UIP-Dunafilm  | 1 348 822 dollár | április 6.   |
| 5.  | Halálos iramban 10.              | UIP-Dunafilm  | 1 269 399 dollár | május 18.    |
| 6.  | Indiana Jones és a sors tárcsája | Fórum Hungary | 1 256 819 dollár | június 29.   |
| 7.  | Elemi                            | Fórum Hungary | 1 161 549 dollár | június 15.   |
| 8.  | John Wick: 4. felvonás           | Fórum Hungary | 1 089 743 dollár | március 23.  |
| 9.  | Mission: Impossible – Leszámolás | UIP-Dunafilm  | 1 058 347 dollár | július 11.   |
| 10. | Napóleon                         | InterCom Zrt. | 1 027 890 dollár | november 23. |

## Filmbemutatók Magyarországon

### Január
| Dátum | Magyar cím                                    | Eredeti cím                                          | Filmstúdió              | Rendező                                       | Főszereplők |
| ----- | --------------------------------------------- | ---------------------------------------------------- | ----------------------- | --------------------------------------------- | --- |
| 5.    | A jövő bűnei                                  | Crimes of the Future                                 | Metropolitan Filmexport | David Cronenberg                              | Viggo Mortensen, Léa Seydoux, Kristen Stewart, Scott Speedman, Welket Bunguê |
| 5.    | Eltitkolt történetek                          | Historias para no contar                             | Filmax                  | Cesc Gay                                      | Alex Brendemühl, Anna Castillo, José Coronado, Chino Darín, Antonio de la Torre, Verónica Echegui, Brays Efe, Quim Gutiérrez, Alexandra Jiménez, María León, Nora Navas, Alejandra Onieva, Javier Rey, Eva Reyes, Maribel Verdú, Javier Cámara |
| 5.    | Fortune hadművelet – A nagy átverés           | Operation Fortune: Ruse de guerre                    | STXfilms                | Guy Ritchie                                   | Jason Statham, Aubrey Plaza, Josh Hartnett, Cary Elwes, Bugzy Malone, Hugh Grant |
| 5.    | Gátlástalan örökösök                          | The Estate                                           | Signature Entertainment | Dean Craig                                    | Toni Collette, Anna Faris, Kathleen Turner, Rosemarie DeWitt, David Duchovny, Ron Livingston, Keyla Monterroso Mejia |
| 5.    | Nyolc hegy                                    | Le otto montagne                                     | Vision Distribution     | Felix van Groeningen, Charlotte Vandermeersch | Luca Marinelli, Alessandro Borghi, Filippo Timi, Elena Lietti, Elisabetta Mazzullo |
| 5.    | Léna és Hógolyó                               | Lena and Snowball                                    | Almost Never Films Inc. | Brian Herzlinger                              | Melissa Collazo, Wade Williams, Wade Williams, J. Gaven Wilde, Jason Skeen, Elliott Sancrant |
| 12.   | Exhibition on screen – Lucian Freud: Önarckép | Exhibition on screen - Lucian Freud: A Self Portrait | A Contracorriente Films | David Bickerstaff                             | – |
| 12.   | Jövő nyár                                     | –                                                    | Mozinet                 | Kárpáti György Mór                            | Brezovszky Dániel, Bukovszky Orsolya, Liber Ágoston, Tankó Erika, Krisztik Csaba, Farkas Bianka |
| 12.   | M3GAN                                         | M3GAN                                                | Universal Pictures      | Gerard Johnstone                              | Allison Williams, Violet McGraw, Ronny Chieng, Brian Jordan Alvarez, Jen Van Epps |
| 12.   | Az ember, akit Ottónak hívnak                 | A Man Called Otto                                    | Sony Pictures Releasing | Marc Forster                                  | Tom Hanks, Mariana Treviño, Rachel Keller, Manuel Garcia-Rulfo, Cameron Britton |
| 19.   | Angyalok gyilkosa                             | Mindcage                                             | Lionsgate               | Mauro Borrelli                                | Martin Lawrence, Melissa Roxburgh, John Malkovich, Robert Knepper, Jacob Grodnik, Aiden Turner |
| 19.   | Babylon                                       | Babylon                                              | Paramount Pictures      | Damien Chazelle                               | Brad Pitt, Margot Robbie, Diego Calva, Jean Smart, Jovan Adepo, Li Jun Li |
| 19.   | Ufóvadászok                                   | UFO Sweden                                           | SF Studios              | Victor Danell                                 | Inez Dahl Torhaug, Jesper Barkselius, Eva Melander, Sara Shirpey, Oscar Töringe |
| 19.   | A Fabelman család                             | The Fabelmans                                        | Universal Pictures      | Steven Spielberg                              | Michelle Williams, Paul Dano, Seth Rogen, Gabriel LaBelle, Judd Hirsch |
| 19.   | Jack Mimoun és a rejtélyek szigete            | Jack Mimoun et les secrets de Val Verde              | Pathé                   | Malik Bentalha, Ludovic Colbeau-Justin        | Malik Bentalha, Joséphine Japy, Jérôme Commandeur, François Damiens, Benoît Magimel |
| 26.   | Mi köze ennek a szerelemhez?                  | What's Love Got to Do with It?                       | StudioCanal             | Shekhar Kapur                                 | Lily James, Shazad Latif, Shabana Azmi, Emma Thompson, Sajal Aly, Oliver Chris, Asim Chaudhry, Jeff Mirza |
| 26.   | A gép                                         | Plane                                                | Lionsgate               | Jean-François Richet                          | Gerard Butler, Mike Colter, Yoson An, Tony Goldwyn, Daniella Pineda |
| 26.   | A sziget szellemei                            | The Banshees of Inisherin                            | Searchlight Pictures    | Martin McDonagh                               | Colin Farrell, Brendan Gleeson, Kerry Condon, Barry Keoghan, Pat Shortt |
| 26.   | One Piece Film: Red                           | One Piece Film: Red                                  | Toei Company            | Tanigucsi Goró                                | Tanaka Majumi, Ikeda Súicsi, Nazuka Kaori, Nakai Kazuja, Okamura Akemi, Jamagucsi Kappei, Hirata Hiroaki, Ótani Ikue, Jamagucsi Juriko, Jao Kazuki, Csó, Cuda Kendzsiró                                                                        |
| 26.   | Billie Eilish – Live at the O2                | Billie Eilish – Live at the O2                       | Interscope Records      | Sam Wrench                                    | Billie Eilish |

### Február
| Dátum | Magyar cím                                            | Eredeti cím                          | Filmstúdió              | Rendező                    | Főszereplők |
| ----- | ----------------------------------------------------- | ------------------------------------ | ----------------------- | -------------------------- | --- |
| 2.    | Kopogás a kunyhóban                                   | Knock at the Cabin                   | Universal Pictures      | M. Night Shyamalan         | Dave Bautista, Jonathan Groff, Ben Aldridge, Nikki Amuka-Bird, Kristen Cui, Abby Quinn, Rupert Grint |
| 2.    | Asterix és Obelix: A középső birodalom                | Astérix & Obélix: L'Empire du Milieu | Pathé Distribution      | Guillaume Canet            | Guillaume Canet, Gilles Lellouche, Vincent Cassel, Marion Cotillard, Jason Chicandier |
| 2.    | BTS: Yet to Come in Cinemas                           | BTS: Yet to Come in Cinemas          | HYBE                    | Oh Yoon-Dong               | BTS |
| 2.    | Tánc az élet                                          | En corps                             | StudioCanal             | Cédric Klapisch            | Marion Barbeau, Hofesh Shechter, Denis Podalydès, Muriel Robin, Pio Marmaï |
| 2.    | Till – Igazságot a fiamnak                            | Till                                 | Universal Pictures      | Chinonye Chukwu            | Danielle Deadwyler, Jalyn Hall, Frankie Faison, Haley Bennett, Whoopi Goldberg |
| 9.    | Magic Mike utolsó tánca                               | Magic Mike's Last Dance              | Warner Bros. Pictures   | Steven Soderbergh          | Channing Tatum, Salma Hayek, Ayub Khan Din, Jemelia George, Juliette Motamed |
| 9.    | A bálna                                               | The Whale                            | A24                     | Darren Aronofsky           | Brendan Fraser, Sadie Sink, Hong Chau, Ty Simpkins, Samantha Morton |
| 9.    | Mágikus állatok iskolája – Rejtélyes gödrök           | Die Schule der magischen Tiere 2     | Leonine Distribution    | Sven Unterwaldt            | Emilia Maier, Loris Sichrovsky, Emilia Pieske, Lilith Johna, Leonard Conrads |
| 9.    | Menekülj!                                             | Leave                                | SF Stúdió               | Alex Herron                | Alicia von Rittberg, Herman Tømmeraas, Stig R. Amdam, Ellen Dorrit Petersen, Morten Holst |
| 16.   | A Hangya és a Darázs: Kvantumánia                     | Ant-Man and the Wasp: Quantumania    | Walt Disney Studios     | Peyton Reed                | Paul Rudd, Evangeline Lilly, Jonathan Majors, Michelle Pfeiffer, Michael Douglas, Kathryn Newton, David Dastmalchian, William Jackson Harper, Katy O’Brian, Bill Murray                                                    |
| 16.   | Az almafa virága                                      | –                                    | Vertigo Média Kft.      | Szűcs Dóra                 | Koltai-Nagy Balázs, Nari Nguyen, Sütő András, Kálloy Molnár Péter, Takács Katalin |
| 16.   | Tár                                                   | Tár                                  | Universal Pictures      | Todd Field                 | Cate Blanchett, Noémie Merlant, Nina Hoss, Sophie Kauer, Julian Glover, Allan Corduner, Mark Strong |
| 16.   | R.M.N.                                                | R.M.N.                               | Voodoo Films            | Cristian Mungiu            | Marin Grigore, Judith State, Macrina Bârlădeanu, Moldován Orsolya, Andrei Finți |
| 16.   | Exhibition on screen: Degas - A tökéletesség nyomában | Degas - Passion for Perfection       | Naxos of America        | David Bickerstaff          | – |
| 23.   | Ikarosz                                               | Icare                                | Bac Films               | Carlo Vogele               | Camille Cottin, Niels Schneider, Féodor Atkine, Wolf Van Cappellen, Igor van Dessel |
| 23.   | Kokainmedve                                           | Cocaine Bear                         | Universal Pictures      | Elizabeth Banks            | Keri Russell, O’Shea Jackson Jr., Christian Convery-Jennings, Alden Ehrenreich, Jesse Tyler Ferguson, Brooklynn Prince, Isiah Whitlock Jr., Kristofer Hivju, Hannah Hoekstra, Aaron Holliday, Margo Martindale, Ray Liotta |
| 23.   | Eltűnt                                                | Missing                              | Sony Pictures Releasing | Will Merrick, Nick Johnson | Storm Reid, Joaquim de Almeida, Ken Leung, Amy Landecker, Daniel Henney, Nia Long |

### Március
| Dátum | Magyar cím                                  | Eredeti cím                                    | Filmstúdió                 | Rendező                                | Főszereplők |
| ----- | ------------------------------------------- | ---------------------------------------------- | -------------------------- | -------------------------------------- | --- |
| 2.    | Creed III.                                  | Creed III                                      | Warner Bros. Pictures      | Michael B. Jordan                      | Michael B. Jordan, Tessa Thompson, Jonathan Majors, Wood Harris, Florian Munteanu, Phylicia Rashad |
| 2.    | 129                                         | –                                              | Romis Mozi                 | Peter Noel                             | Kálloy Molnár Péter, Pikali Gerda, Szabó Sipos Barnabás, Dér Zsolt, Mészáros András, Elek Ferenc |
| 2.    | Elveszett illúziók                          | Illusions perdues                              | Gaumont                    | Xavier Giannoli                        | Benjamin Voisin, Xavier Dolan, Vincent Lacoste, Cécile de France, Gérard Depardieu, Jeanne Balibar |
| 2.    | Hirtelen 70                                 | Mack & Rita                                    | Gravitas Premiere          | Katie Aselton                          | Diane Keaton, Taylour Paige, Elizabeth Lail, Loretta Devine, Amy Hill, Lois Smith, Wendie Malick, Simon Rex, Martin Short, Dustin Milligan                                                                                 |
| 2.    | IÁ                                          | Eo                                             | Skopia Film                | Jerzy Skolimowski                      | Sandra Drzymalska, Lorenzo Zurzolo, Mateusz Kościukiewicz, Isabelle Huppert |
| 2.    | Szétszakítva                                | –                                              |                            | Burján Zsigmond                        | Tűzkő Sándor, Szigeti Annamária, Balogh Mihály, Csille Ildikó, Nagy Judit |
| 2.    | Micimackó: Vér és méz                       | Winnie the Pooh: Blood and Honey               | Altitude Film Distribution | Rhys Frake-Waterfield                  | Craig David Dowsett, Chris Cordell, Amber Doig-Thorne, Nikolai Leon, Maria Taylor, Natasha Rose Mills, Danielle Ronald |
| 2.    | The Woman King – A harcos                   | The Woman King                                 | Universal Pictures         | Gina Prince-Bythewood                  | Viola Davis, Thuso Mbedu, Lashana Lynch, Sheila Atim, Hero Fiennes Tiffin, John Boyega |
| 9.    | Hadik                                       | –                                              | Vertigo Média Kft.         | Szikora János                          | Trill Zsolt, Molnár Áron, Szabó Győző, Szalma Tamás, Bordán Lili |
| 9.    | Múmiák                                      | Mummies                                        | Warner Bros. Pictures      | Juan Jesús García Galocha              | Sean Bean, Joe Thomas, Eleanor Tomlinson, Santiago Winder, Hugh Bonneville |
| 9.    | Sikoly VI.                                  | Scream VI                                      | Paramount Pictures         | Matt Bettinelli-Olpin, Tyler Gillett   | Melissa Barrera, Jasmin Savoy Brown, Jack Champion, Henry Czerny, Mason Gooding, Liana Liberato, Dermot Mulroney Devyn Nekoda, Jenna Ortega, Tony Revolori, Josh Segarra, Samara Weaving, Hayden Panettiere, Courteney Cox |
| 9.    | Volt egyszer egy nyár                       | Aftersun                                       | A24                        | Charlotte Wells                        | Paul Mescal, Frankie Corio, Celia Rowlson-Hall, Sally Messham, Brooklyn Toulson |
| 16.   | 65                                          | 65                                             | Sony Pictures Releasing    | Scott Beck, Bryan Woods                | Adam Driver, Ariana Greenblatt, Chloe Coleman, Nika King |
| 16.   | A csendes lány                              | An Cailín Ciúin                                | Break Out Pictures         | Colm Bairéad                           | Carrie Crowley, Andrew Bennett, Catherine Clinch, Michael Patric, ÚKate Nic Chonaonaigh |
| 16.   | Belle és Sébastian – Egy új kaland          | Belle et Sébastien: Nouvelle génération        | M6 Films                   | Pierre Coré                            | Robinson Mensah-Rouanet, Michèle Laroque, Alice David, Caroline Anglade, Syrus Shahidi |
| 16.   | Kojot négy lelke                            | –                                              | Vertigo Média Kft          | Gauder Áron                            | Bozsó Péter, Pikali Gerda, Papp János, Széles Tamás, Scherer Péter |
| 16.   | Shazam! Az istenek haragja                  | Shazam! Fury of the Gods                       | Warner Bros. Pictures      | David F. Sandberg                      | Zachary Levi, Asher Angel, Jack Dylan Grazer, Rachel Zegler, Adam Brody, Ross Butler, Meagan Good, Lucy Liu, Djimon Hounsou, Helen Mirren                                                                                  |
| 23.   | 13 ördögűzés                                | 13 exorcismos                                  | Beta Fiction               | Jacobo Martínez                        | María Romanillos, Ruth Díaz, Urko Olazabal, Pablo Revuelta, José Sacristán, Cristina Castaño, Silma López, Daniel Arias, Alicia Falcó, Uri Guitart                                                                         |
| 23.   | A művészet templomai – Goya mesterművei     | L'ombre de Goya par Jean-Claude Carrière       | Mondex Et Cie              | José Luis López-Linares                | – |
| 23.   | A vád                                       | Les Choses humaines                            | Gaumont Distribution       | Yvan Attal                             | Ben Attal, Suzanne Jouannet, Charlotte Gainsbourg, Mathieu Kassovitz, Pierre Arditi |
| 23.   | Hat hét                                     | –                                              | Uránia Film                | Szakonyi Noémi Veronika                | Román Katalin, Járó Zsuzsa, Balsai Móni, Mészáros András, Györgyi Anna |
| 23.   | John Wick: 4. felvonás – Hagakure           | John Wick: Chapter 4                           | Lionsgate                  | Chad Stahelski                         | Keanu Reeves, Donnie Yen, Bill Skarsgård, Laurence Fishburne, Szanada Hirojuki, Shamier Anderson, Lance Reddick, Rina Sawayama, Scott Adkins, Clancy Brown, Natalia Tena, Marko Zaror, Ian McShane                         |
| 23.   | Nyolclábú felügyelő és a rejtélyek rejtélye | Inspector Sun y la maldición de la viuda negra | Tripictures                | Julio Soto Gúrpide                     | Jesús Barreda, Andrea Villaverde, Catherina Martínez, Txema Moscoso, Fernando Cabrera |
| 30.   | Dungeons & Dragons: Betyárbecsület          | Dungeons & Dragons: Honor Among Thieves        | Paramount Pictures         | Jonathan Goldstein, John Francis Daley | Chris Pine, Michelle Rodriguez, Regé-Jean Page, Justice Smith, Sophia Lillis, Hugh Grant |
| 30.   | Műanyag égbolt                              | –                                              | Fórum Hungary              | Bánóczki Tibor, Szabó Sarolta          | Szamosi Zsófia, Keresztes Tamás, Schell Judit, Hegedűs D. Géza, Znamenák István |
| 30.   | Szörnyetegek                                | As bestas                                      | Le Pacte                   | Rodrigo Sorogoyen                      | Denis Ménochet, Marina Foïs, Luis Zahera, Diego Anido, Marie Colomb |
| 30.   | Saját erdő                                  | –                                              | Cirko Film                 | Kárpáti György Mór                     | – |
| 30.   | Talán igent mondok                          | Maybe I Do                                     | Vertical Entertainment     | Michael Jacobs                         | Diane Keaton, Richard Gere, Susan Sarandon, Emma Roberts, Luke Bracey, William H. Macy |

### Április
| Dátum | Magyar cím                            | Eredeti cím                                | Filmstúdió              | Rendező                              | Főszereplők |
| ----- | ------------------------------------- | ------------------------------------------ | ----------------------- | ------------------------------------ | --- |
| 6.    | A pápa ördögűzője                     | The Pope's Exorcist                        | Sony Pictures Releasing | Julius Avery                         | Russell Crowe, Daniel Zovatto, Alex Essoe, Franco Nero, Laurel Marsden |
| 6.    | Air – Harc a legendáért               | Air                                        | Warner Bros. Pictures   | Ben Affleck                          | Matt Damon, Ben Affleck, Jason Bateman, Chris Messina, Marlon Wayans, Chris Tucker, Viola Davis                                                                                                  |
| 6.    | Bogyó és Babóca 5. – Hónapok meséi    | –                                          | KEDD Animációs Stúdió   | M. Tóth Géza, Fazakas Kinga          | Pogány Judit (mesélő) |
| 6.    | Éjszakai átutazók                     | Les passagers de la nuit                   | Pyramide Films          | Mikhaël Hers                         | Charlotte Gainsbourg, Quito Rayon-Richter, Noée Abita, Megan Northam, Thibault Vinçon, Emmanuelle Béart, Laurent Poitrenaux, Didier Sandre                                                       |
| 6.    | Ernest és Célestine: A dallamok útján | Ernest et Célestine: Le voyage en Charabie | Studiocanal             | Julien Chheng, Jean-Christophe Roger | Lambert Wilson, Pauline Brunner, Michel Lerousseau, Céline Ronté, Lévanah Solomon |
| 6.    | Háromezer számozott darab             | –                                          | Mozinet                 | Császi Ádám                          | Farkas Franciska, Pápai Rómeó, Wieland Speck, Pászik Christopher, Varga Norbert |
| 6.    | Super Mario Bros.: A film             | Super Mario Bros. The Movie                | Universal Pictures      | Aaron Horvath, Michael Jelenic       | Chris Pratt, Anya Taylor-Joy, Charlie Day, Jack Black, Keegan-Michael Key, Seth Rogen, Fred Armisen, Sebastian Maniscalco, Charles Martinet, Kevin Michael Richardson                            |
| 13.   | Az első kettő                         | –                                          |                         | Szövényi-Lux Balázs                  | Hannah Saxby, Bergendi Barnabás, Drahota Andrea, Schmidt Sára, Nyakó Júlia |
| 13.   | A művészet templomai – Az Alhambra    | Los constructores de la Alhambra           | Maximus Entertainment   | Isabel Fernandez                     | – |
| 13.   | Egy boldog ember                      | Un homme heureux                           | Gaumont                 | Tristan Séguéla                      | Fabrice Luchini, Catherine Frot, Philippe Katerine, Victor Artus Solaro, Grégoire Bonnet |
| 13.   | Gyönyörű sorscsapás                   | Beautiful Disaster                         | Warner Bros. Pictures   | Roger Kumble                         | Virginia Gardner, Dylan Sprouse, Austin North, Autumn Reeser, Michael Cudlitz |
| 13.   | Renfield                              | Renfield                                   | Universal Pictures      | Chris McKay                          | Nicholas Hoult, Nicolas Cage, Awkwafina, Ben Schwartz, Adrian Martinez |
| 13.   | Rubikon – A Föld végnapjai            | Rubikon                                    | Filmladen               | Magdalena Lauritsch                  | Julia Franz Richter, George Blagdenp, Mark Ivanir, Daniela Kong, Nicholas Monu |
| 13.   | Suzume                                | すずめの戸締まり                           | Toho                    | Sinkai Makoto                        | Hara Nanoka, Macumura Hokuto, Fukacu Eri, Szometani Sota, Ito Szairi, Hanasze Kotone, Hanazava Kana, Macumoto Hakuó                                                                              |
| 20.   | A konyhafőnök                         | La brigade                                 | Apollo Films            | Louis-Julien Petit                   | Audrey Lamy, François Cluzet, François Cluzet, Chantal Neuwirth, Fatou Kaba |
| 20.   | A nemzet aranyai                      | –                                          | Fórum Hungary           | Zákonyi S. Tamás                     | – |
| 20.   | A szörny                              | The Lake                                   | Epic Pictures Group     | Lee Thongkham, Aqing Xu              | Chakrit Boonkeaw, Naiyana Bumee, Wanmai Chatborirak, Palita Chueasawathee, Wang Dongping |
| 20.   | Amitől félünk                         | Beau is affraid                            | A24                     | Ari Aster                            | Joaquin Phoenix, Nathan Lane, Patti LuPone, Kylie Rogers, Parker Posey, Amy Ryan, Stephen McKinley Henderson, Denis Ménochet, Hayley Squires, Michael Gandolfini, Zoe Lister-Jones, Richard Kind |
| 20.   | Szupercella                           | Supercell                                  | Saban Films             | Herbert James Winterstern            | Skeet Ulrich, Anne Heche, Daniel Diemer, Jordan Kristine Seamón, Alec Baldwin |
| 27.   | Egy újságíró meggyilkolása            | The Killing of a Journalist                | Frame Films             | Matt Sarnecki                        | |
| 27.   | Mi lett volna, ha…                    | Le tourbillon de la vie                    | SND Films               | Olivier Treiner                      | Lou de Laâge, Dylan Raffin, Esther Garrel |

### Május
| Dátum | Magyar cím                                  | Eredeti cím                                           | Filmstúdió                    | Rendező                                   | Főszereplők |
| ----- | ------------------------------------------- | ----------------------------------------------------- | ----------------------------- | ----------------------------------------- | --- |
| 4.    | A galaxis őrzői: 3. rész                    | Guardians of the Galaxy Vol. 3                        | The Walt Disney Studios       | James Gunn                                | Chris Pratt, Zoë Saldana, Dave Bautista, Karen Gillan, Pom Klementieff, Vin Diesel, Bradley Cooper, Sean Gunn, Chukwudi Iwuji, Will Poulter, Elizabeth Debicki, Marija Bakalova, Sylvester Stallone                                         |
| 4.    | A Wellington festmény                       | The Duke                                              | Warner Bros. Entertainment UK | Roger Michell                             | Jim Broadbent, Helen Mirren, Fionn Whitehead, Anna Maxwell Martin, Matthew Goode, Jack Bandeira, Aimée Kelly, Charlotte Spencer |
| 4.    | Mások gyerekei                              | Les enfants des autres                                | Ad Vitam Distribution         | Rebecca Zlotowski                         | Virginie Efira, Roschdy Zem, Victor Lefebvre, Chiara Mastroianni, Callie Ferreira-Goncalves |
| 4.    | Mavka, az erdő őrzője                       | Mavka. Lisova pisnya                                  | Kinomania                     | Oleh Malamuzh, Olekszandra Ruban          | Natalja Szumszka, Natali Daniszenko, Katerina Oszadcsa, Nikki Thomas, Elena Kravets |
| 4.    | Radics Béla, a megátkozott gitáros          | –                                                     |                               | Klacsán Gábor                             | Rák Zoltán, Bede-Fazekas Szabolcs, Dunai Csenge, Fecske Dávid, Forgács Péter, Király Attila, Szabó Sipos Barnabás |
| 4.    | Stuart atya                                 | Father Stu                                            | Sony Pictures Releasing       | Rosalind Ross                             | Mark Wahlberg, Mel Gibson, Jacki Weaver, Teresa Ruiz, Aaron Moten |
| 4.    | Szerelem lábujjhegyen                       | Láska na spickách                                     | Bohemia Motion Pictures       | Petr Zahrádka                             | Valentýna Becková, Igor Chmela, Jirí Havelka, Tomás Jerábek, Vica Kerekes |
| 4.    | Vinski és a láthatatlanság ereje            | Vinski ja näkymättömyyspulveri                        | Nelonen                       | Juha Wuolijoki                            | Sampo Sarkola, Martti Suosalo, Mikko Leppilampi, Minka Kuustonen, Kari Ketonen |
| 11.   | Feltámadás                                  | Resurrected                                           | IFC Films                     | Andrew Semans                             | Rebecca Hall, Grace Kaufman, Michael Esper, Tim Roth, Angela Wong Carbone |
| 11.   | Könyvklub: A következő fejezet              | Book Club: The Next Chapter                           | Universal Pictures            | Bill Holderman                            | Diane Keaton, Jane Fonda, Candice Bergen, Mary Steenburgen, Andy García |
| 11.   | Ölelj meg! – Macikaland Mézföldön           | Hug Me - The Movie                                    | Stowarzyszenie Nowe Horyzonty | Anna Blaszczyk                            | Jakub Wieczorek, Iwo Rajski, Robin May, Dominika Lakomska, Magda Grabowska-Waclawek |
| 11.   | Legénybúcsú Extra                           | –                                                     |                               | Rózsa Gábor                               | Virsinszki Zoltán, Kálloy Molnár Péter, Varga Ádám, Nagy Alexandra, Sütő András, Michl Júlia |
| 11.   | Rodeó                                       | Rodéo                                                 | Les films du losange          | Lola Quivoron                             | Julie Ledru, Yanis Lafki, Antonia Buresi, Louis Sotton, Junior Correia, Ahmed Hamdi, Dave Nsaman, Mustapha Dianka, Mohamed Bettahar, Chris Makodi, Cody Schroeder, Sébastien Schroeder                                                      |
| 11.   | Semmi – Báb-film-színház                    | –                                                     | Vertigo Média Kft.            | Hoffer Károly, Moll Zoltán, Csonka Maresz | Spiegl Anna, Pájer Alma Virág, Pallai Mara, Ács Norbert, Tatai Zsolt, Teszárek Csaba, Pethő Gergő, Blasek Gyöngyi, Szolár Tibor |
| 11.   | Anyák napja                                 | Mothering Sunday                                      | Lionsgate                     | Eva Husson                                | Odessa Young, Josh O'Connor, Olivia Colman, Colin Firth, Sope Dirisu, Glenda Jackson |
| 18.   | Bűnös vagyok                                | Mon crime                                             | Gaumont                       | François Ozon                             | Nadia Tereszkiewicz, Rebecca Marder, Isabelle Huppert, Fabrice Luchini, Dany Boon, André Dussollier |
| 18.   | Exhibition on Screen: A fotórealista Hopper | Exhibition on Screen: Hopper – An American Love Story | Seventh Art Productions       | Phil Grabsky                              | – |
| 18.   | Halálos iramban 10.                         | Fast X                                                | Universal Pictures            | Louis Leterrier                           | Vin Diesel, Michelle Rodriguez, Tyrese Gibson, Ludacris, Jason Momoa, Nathalie Emmanuel, Jordana Brewster, John Cena, Jason Statham, Sung Kang, Alan Ritchson, Daniela Melchior, Scott Eastwood, Helen Mirren, Charlize Theron, Brie Larson |
| 18.   | Járatlan utakon                             | Sur les chemins noirs                                 | Apollo Films                  | Denis Imbert                              | Jean Dujardin, Joséphine Japy, Izïa Higelin, Anny Duperey, Jonathan Zaccaï |
| 18.   | Veszedelmes vonzódás                        | Mascarade                                             | Pathé                         | Nicolas Bedos                             | Pierre Niney, Isabelle Adjani, François Cluzet, Marine Vacth, Emmanuelle Devos |
| 25.   | A kis hableány                              | The Little Mermaid                                    | The Walt Disney Studios       | Rob Marshall                              | Halle Bailey, Jonah Hauer-King, Daveed Diggs, Awkwafina, Jacob Tremblay, Noma Dumezweni, Javier Bardem, Melissa McCarthy |
| 25.   | Ürömapám                                    | About My Father                                       | Lionsgate Films               | Laura Terruso                             | Sebastian Maniscalco, Robert De Niro, Leslie Bibb, Anders Holm, David Rasche, Kim Cattrall |
| 25.   | Ráadásszerelem                              | Love Again                                            | Sony Pictures Releasing       | James C. Strouse                          | Prijanka Csopra, Sam Heughan, Céline Dion, Russell Tovey, Steve Oram |
| 25.   | Röfi                                        | Cerdita                                               | Filmax                        | Carlota Pereda                            | Laura Galán, Richard Holmes Carmen Machi, Irene Ferreiro, Camille Aguilar, Claudia Salas, Pilar Castro |
| 25.   | Torzonborz, a rabló                         | Der Räuber Hotzenplotz                                | StudioCanal                   | Michael Krummenacher                      | Nicholas Ofczarek, Hans Marquardt, Benedikt Jenke, August Diehl, Hedi Kriegeskotte |

### Június
| Dátum | Magyar cím                       | Eredeti cím                           | Filmstúdió                | Rendező                                             | Főszereplők |
| ----- | -------------------------------- | ------------------------------------- | ------------------------- | --------------------------------------------------- | --- |
| 1.    | Szerelemmel, szenvedéllyel       | Avec amour et acharnement             | Wild Bunch                | Claire Denis                                        | Juliette Binoche, Vincent Lindon, Grégoire Colin, Bulle Ogier, Issa Perica, Alice Houri, Mati Diop, Bruno Podalydès, Lola Créton, Richard Courcet |
| 1.    | A mumus                          | The Boogeyman                         | 20th Century Studios      | Rob Savage                                          | Sophie Thatcher, Chris Messina, Vivien Lyra Blair, David Dastmalchian, Madison Hu |
| 1.    | Akkor éjjel                      | La nuit du                            | Haut et Court             | Dominik Moll                                        | Bastien Bouillon, Bouli Lanners, Anouk Grinberg, Théo Cholbi, Johann Dionnet, Thibault Evrard, Julien Frison, Paul Jeanson, Mouna Soualem, Pauline Serieys |
| 1.    | Nem kapjátok meg a gyűlöletem    | Vous n'aurez pas ma haine             | BAC Films                 | Kilian Riedhof                                      | Pierre Deladonchamps, Camélia Jordana, Mustii, Christelle Cornil, Anne Azoulay |
| 1.    | Pókember: A pókverzumon át       | Spider-Man: Across the Spider-Verse   | Sony Pictures Releasing   | Joaquim Dos Santos, Kemp Powers, Justin K. Thompson | Shameik Moore, Hailee Steinfeld, Brian Tyree Henry, Luna Lauren Vélez, Jake Johnson, Jason Schwartzman, Issa Rae, Karan Soni, Daniel Kaluuya, Oscar Isaac |
| 8.    | Konstrukció                      | Hypnotic                              | Ketchup Entertainment     | Robert Rodríguez                                    | Ben Affleck, Alice Braga, J. D. Pardo, Hala Finley, Dayo Okeniyi, Jeff Fahey, Jackie Earle Haley, William Fichtner |
| 8.    | Asteroid City                    | Asteroid City                         | Focus Features            | Wes Anderson                                        | Jason Schwartzman, Scarlett Johansson, Tom Hanks, Jeffrey Wright, Tilda Swinton, Bryan Cranston, Edward Norton, Adrien Brody, Liev Schreiber, Hope Davis, Stephen Park, Rupert Friend, Maya Hawke, Steve Carell, Matt Dillon, Hong Chau, Willem Dafoe, Margot Robbie, Tony Revolori, Jake Ryan, Jeff Goldblum |
| 8.    | Jóságos ég!                      | Juste ciel!                           | M6 Films                  | Laurent Tirard                                      | Valérie Bonneton, Camille Chamoux, Claire Nadeau, Guilaine Londez, Louise Malek |
| 8.    | Kismenők                         | La petite bande                       | Gaumont                   | Pierre Salvadori                                    | Paul Belhoste, Mathys Clodion-Gines, Aymé Medeville, Colombe Schmidt, Redwan Sellam |
| 8.    | Transformers: A fenevadak kora   | Transformers: Rise of the Beasts      | Paramount Pictures        | Steven Caple Jr.                                    | Anthony Ramos, Dominique Fishback, Luna Lauren Vélez, Tobe Nwigwe, Peter Cullen |
| 15.   | Amerikai kopó                    | One Ranger                            | Lionsgate                 | Jesse V. Johnson                                    | Thomas Jane, John Malkovich, Dominique Tipper, Dean Jagger |
| 15.   | Elemi                            | Elemental                             | The Walt Disney Studios   | Peter Sohn                                          | Leah Lewis, Mamoudou Athie, Ronnie del Carmen, Shila Ommi, Wendi McLendon-Covey, Catherine O’Hara, Mason Wertheimer, Joe Pera, Matt Yang King |
| 15.   | Flash – A Villám                 | The Flash                             | Warner Bros. Pictures     | Andy Muschietti                                     | Ezra Miller, Sasha Calle, Michael Shannon, Ron Livingston, Maribel Verdú, Kiersey Clemons, Antje Traue, Michael Keaton |
| 15.   | Ház a kaktuszok között           | La casa entre los cactus              | Filmax                    | Carlota González-Adrio                              | Ariadna Gil, Daniel Grao, Ricardo Gómez, Aina Picarolo, Zoe Arnao, Anna Ruiz, Carla Ruiz |
| 15.   | Követés                          | Feed                                  | Nordisk Film              | Johannes Persson                                    | Vincent Grahl, Sofia Kappel, Annica Liljeblad, Amanda Lindh, Joel Lützow |
| 22.   | Barátnőt felveszünk              | No Hard Feelings                      | Sony Pictures Releasing   | Gene Stupnitsky                                     | Jennifer Lawrence, Andrew Barth Feldman, Matthew Broderick, Laura Benanti, Natalie Morales, Scott MacArthur, Ebon Moss-Bachrach |
| 22.   | Kandahár                         | Kandahar                              | Open Road Films           | Ric Roman Waugh                                     | Gerard Butler, Navid Negahban, Ali Fazal, Bahador Foladi, Nina Toussaint-White, Vassilis Koukalani, Mark Arnold, Corey Johnson, Ravi Aujla, Ray Haratian, Tom Rhys Harries, Travis Fimmel |
| 22.   | Rémálom                          | Marerittet                            | Nordisk Film Distribusjon | Kjersti Helen Rasmussen                             | Eili Harboe, Herman Tømmeraas, Dennis Storhøi, Siri Black Ndiaye, Peter Førde |
| 22.   | Látom, amit látsz                | –                                     | Filmsquad                 | Szabó Mátyás                                        | Vilmányi Benett, Hartai Petra, Lukáts Andor, Nagy Mari |
| 29.   | Elveszett Leonardo               | The Lost Leonardo                     | Sony Pictures Classics    | Andreas Koefoed                                     | Georgina Adam, Warren Adelson, Evan Beard, Yves Bouvier, Alexandra Bregman, Dianne Dwyer Modestini, Doug Patteson, Antoine Harari, Martin Kemp, David Kirkpatrick, Robert King Wittman, Alexander Parish, Jerry Saltz, Kenny Schachter, Robert Simon, Frank Zöllner                                           |
| 29.   | Indiana Jones és a sors tárcsája | Indiana Jones and the Dial of Destiny | The Walt Disney Studios   | James Mangold                                       | Harrison Ford, Phoebe Waller-Bridge, Antonio Banderas, John Rhys-Davies, Toby Jones, Boyd Holbrook, Ethann Isidore, Mads Mikkelsen |
| 29.   | Ruby Gillman, tinikráken         | Ruby Gillman, Teenage Kraken          | Universal Pictures        | Kirk DeMicco                                        | Lana Condor, Toni Collette, Annie Murphy, Sam Richardson, Liza Koshy, Will Forte, Colman Domingo, Jaboukie Young-White, Blue Chapman, Eduardo Franco, Ramona Young, Echo Kellum, Nicole Byer, Jane Fonda |
| 29.   | Samsara                          | Samsara                               | Jeonju Cinema Project     | Lois Patiño                                         | Amid Keomany, Toumor Xiong, Simone Milavanh, Mariam Vuaa Mtego, Juwairiya Idrisa Uwesu |
| 29.   | Sisu                             | Sisu                                  | Nordisk Film              | Jalmari Helander                                    | Jorma Tommila, Aksel Hennie, Jack Doolan, Mimosa Willamo, Onni Tommila |

### Július
| Dátum | Magyar cím                                                          | Eredeti cím                                 | Filmstúdió                          | Rendező                            | Főszereplők |
| ----- | ------------------------------------------------------------------- | ------------------------------------------- | ----------------------------------- | ---------------------------------- | --- |
| 6.    | Az a bizonyos nyár                                                  | Cet été-là                                  | StudioCanal                         | Éric Lartigau                      | Rose Pou-Pellicer, Juliette Havelange, Marina Foïs, Gael García Bernal, Chiara Mastroianni                                            |
| 6.    | Caravaggio árnyéka                                                  | L'ombra di Caravaggio                       | 01 Distribution                     | Michele Placido                    | Riccardo Scamarcio, Louis Garrel, Isabelle Huppert, Micaela Ramazzotti, Lolita Chammah                                                |
| 6.    | Insidious – A vörös ajtó                                            | Insidious: The Red Door                     | Sony Pictures Releasing             | Patrick Wilson                     | Ty Simpkins, Patrick Wilson, Hiam Abbass, Sinclair Daniel, Andrew Astor, Rose Byrne                                                   |
| 13.   | Családban marad                                                     | L'Innocent                                  | Ad Vitam Distribution               | Louis Garrel                       | Roschdy Zem, Anouk Grinberg, Noémie Merlant, Louis Garrel, Jean-Claude Pautot                                                         |
| 13.   | Mission: Impossible – Leszámolás                                    | Mission: Impossible Dead Reckoning Part One | Paramount Pictures                  | Christopher McQuarrie              | Tom Cruise, Hayley Atwell, Ving Rhames, Simon Pegg, Rebecca Ferguson, Vanessa Kirby, Henry Czerny                                     |
| 20.   | A mélyben                                                           | The Tank                                    | Cornerstone Films                   | Scott Walker                       | Luciane Buchanan, Matt Whelan, Mark Mitchinson, Jaya Beach-Robertson, Ascia Maybury                                                   |
| 20.   | Barbie                                                              | Barbie                                      | Warner Bros. Pictures               | Greta Gerwig                       | Margot Robbie, Ryan Gosling, America Ferrera, Kate McKinnon, Issa Rae Rhea Perlman, Will Ferrell                                      |
| 20.   | Exhibition on Screen: Művészetek kertje – Amerikai Impresszionisták | The Artist's Garden: American Impressionism | Seventh Art Productions             | Phil Grabsky                       | – |
| 20.   | Oppenheimer                                                         | Oppenheimer                                 | Universal Pictures                  | Christopher Nolan                  | Cillian Murphy, Emily Blunt, Matt Damon, Robert Downey Jr., Florence Pugh                                                             |
| 20.   | Habcsókok és csillagok                                              | À la belle étoile                           | BAC Films                           | Sébastien Tulard                   | Just Riadh, Loubna Abidar, Pascal Légitimus, Christine Citti, Patrick d'Assumçao                                                      |
| 27.   | Beszélj hozzám!                                                     | Talk to Me                                  | Umbrella Entertainment              | Danny Philippou, Michael Philippou | Sophie Wilde, Alexandra Jensen, Joe Bird, Otis Dhanji, Miranda Otto, Zoe Terakes, Chris Alosio, Marcus Johnson, Alexandria Steffensen |
| 27.   | Kísértetkastély                                                     | Haunted Mansion                             | Walt Disney Studios Motion Pictures | Justin Simien                      | LaKeith Stanfield, Tiffany Haddish, Owen Wilson, Danny DeVito, Rosario Dawson, Dan Levy, Jamie Lee Curtis, Jared Leto                 |
| 27.   | Amikor szerelembe estünk                                            | See You on Venus                            | Vertical Entertainment              | Joaquín Llamas                     | Virginia Gardner, Rob Estes, Alex Aiono, Isabel Serrano, Bernard Bullen                                                               |

### Augusztus
| Dátum | Magyar cím                                                       | Eredeti cím                                          | Filmstúdió              | Rendező                                      | Főszereplők |
| ----- | ---------------------------------------------------------------- | ---------------------------------------------------- | ----------------------- | -------------------------------------------- | --- |
| 3.    | A félelem fészke                                                 | Cobweb                                               | Lionsgate               | Samuel Bodin                                 | Lizzy Caplan, Woody Norman, Cleopatra Coleman, Antony Starr |
| 3.    | Miraculous – Katicabogár és Fekete Macska kalandjai – A mozifilm | Miraculous: le film                                  | SND                     | Jeremy Zag                                   | Anouck Hautbois, Benjamin Bollen, Antoine Tomé, Marie Nonnenmacher, Thierry Kazazian |
| 3.    | Meg 2. – Az árok                                                 | Meg 2 – The Trench                                   | Warner Bros. Pictures   | Ben Wheatley                                 | Jason Statham, Wu Jing, Sophia Cai, Page Kennedy, Sergio Peris-Mencheta, Skyler Samuels, Cliff Curtis |
| 3.    | Putifár tanár úr visszavág                                       | Les vengeances de Maître Poutifard                   | UGC Distribution        | Pierre-François Martin-Laval                 | Christian Clavier, Isabelle Nanty, Éric Soriano, Jennie-Anne Walker, Roby Schinasi |
| 3.    | Rumba – Több mint tánc                                           | Rumba la vie                                         | Gaumont                 | Franck Dubosc                                | Franck Dubosc, Louna Espinosa, Jean-Pierre Darroussin, Marie-Philomène Nga, Karina Marimon |
| 10.   | Gran Turismo                                                     | Gran Turismo                                         | Sony Pictures Releasing | Neill Blomkamp                               | David Harbour, Orlando Bloom, Archie Madekwe, Darren Barnet, Geri Halliwell, Djimon Hounsou |
| 10.   | Tini Nindzsa Teknőcök: Mutáns káosz                              | Teenage Mutant Ninja Turtles – Mutant Mayhem         | Paramount Pictures      | Jeff Rowe                                    | Micah Abbey, Shamon Brown Jr., Hannibal Buress, Rose Byrne, Nicolas Cantu, John Cena, Jackie Chan, Ice Cube, Natasia Demetriou, Ayo Edebiri, Giancarlo Esposito, Post Malone, Brady Noon, Seth Rogen, Paul Rudd, Maya Rudolph |
| 10.   | Valami van az ablakban                                           | Dark windows                                         | Alex Herron             | Jeff Rowe                                    | Annie Hamilton, Rory Alexander, Rose Byrne, Rachel Fowler, Morten Holst, Anna Bullard |
| 10.   | Wow!                                                             | Wahouh                                               | UGC Distribution        | Bruno Podalydès                              | Bruno Podalydès, Karin Viard, Agnès Jaoui, Élodie Huber, Eric Viellard |
| 17.   | Exhibition on Screen: Leonardo mesterművei                       | Exhibition on Screen: Leonardo                       | Seventh Art Productions | Phil Grabsky                                 | – |
| 17.   | Kék Bogár                                                        | Blue Beetle                                          | Warner Bros. Pictures   | Angel Manuel Soto                            | Xolo Maridueña, Adriana Barraza, Damián Alcázar, Raoul Max Trujillo, Susan Sarandon, George Lopez |
| 17.   | Kivert kutyák                                                    | Strays                                               | Universal Pictures      | Josh Greenbaum                               | Will Ferrell, Jamie Foxx, Will Forte, Isla Fisher, Randall Park, Josh Gad, Harvey Guillén, Rob Riggle, Brett Gelman, Jamie Demetriou, Sofía Vergara                                                                           |
| 17.   | Ricsi a gólya és az elveszett kincs rejtélye                     | Richard the Stork and the Mystery of the Great Jewel | Knudsen Pictures        | Benjamin Quabeck, Mette Tange                | Jay Myers, Kyra Jackson, Simona Berman, Blake Farha, Jeffrey Hylton |
| 17.   | Saint Omer                                                       | Saint Omer                                           | Les Films du losange    | Alice Diop                                   | Kayije Kagame, Guslagie Malanda, Valérie Dréville, Aurélia Petit, Xavier Maly, Robert Canterella, Salimata Kamate, Thomas de Pourquery                                                                                        |
| 24.   | 10 nap anyu nélkül 2.                                            | 10 jours encore sans maman                           | Studiocanal             | Ludovic Bernard                              | Franck Dubosc, Aure Atika, Swann Joulin, Violette Guillon, Ilan Debrabant |
| 24.   | Kis csillag születik                                             | Le petit piaf                                        | Gaumont                 | Gérard Jugnot                                | Marc Lavoine, Soan Arhimann, Gérard Jugnot, Stéfi Celma, Philippe Duquesne |
| 31.   | A célpont                                                        | La syndicaliste                                      | Le Pacte                | Jean-Paul Salomé                             | Isabelle Huppert, Grégory Gadebois, François-Xavier Demaison, Pierre Deladonchamps, Alexandra Maria Lara, Gilles Cohen, Marina Foïs, Yvan Attal                                                                               |
| 31.   | A védelmező 3.                                                   | The Equalizer 3                                      | Sony Pictures Releasing | Antoine Fuqua                                | Denzel Washington, Dakota Fanning, David Denman, Sonia Ammar, Remo Girone |
| 31.   | Manta, Manta: Padlógáz                                           | Manta, Manta - Zwoter Tile                           | Constantin Film Verleih | Til Schweiger                                | Luna Schweiger, Tina Ruland, Tim Oliver, Emma Schweiger, Til Schweiger |
| 31.   | Dzsungel-mentőakció 2.: A világ körül                            | Les as de la jungle 2 - Opération tour du monde      | SND Films               | Laurent Bru, Yannick Moulin, Benoît Somville | Dawn Ford |

### Szeptember
| Dátum | Magyar cím                                                | Eredeti cím                                 | Filmstúdió              | Rendező                 | Főszereplők |
| ----- | --------------------------------------------------------- | ------------------------------------------- | ----------------------- | ----------------------- | --- |
| 7.    | Az apáca 2.                                               | The Nun 2                                   | Warner Bros. Pictures   | Michael Chaves          | Taissa Farmiga, Jonas Bloquet, Storm Reid, Anna Popplewell, Bonnie Aarons                                                                             |
| 7.    | Bazi nagy görög lagzi 3.                                  | My Big Fat Greek Wedding 3                  | Focus Features          | Nia Vardalos            | Nia Vardalos, John Corbett, Louis Mandylor, Elena Kampouris, Gia Carides, Joey Fatone, Lainie Kazan, Andrea Martin                                    |
| 7.    | Fényes jövő                                               | Il sol dell’avvenire                        | 01 Distribution         | Nanni Moretti           | Nanni Moretti, Margherita Buy, Silvio Orlando, Mathieu Amalric, Barbora Bobulova                                                                      |
| 7.    | Megtorlás                                                 | Retribution                                 | StudioCanal             | Antal Nimród            | Liam Neeson, Lilly Aspell, Jack Champion, Embeth Davidtz, Matthew Modine                                                                              |
| 14.   | A csodák könyve                                           | La chambre des merveilles                   | SND Films               | Lisa Azuelos            | Alexandra Lamy, Muriel Robin, Hugo Questel, Xavier Lacaille, Martine Schambacher                                                                      |
| 14.   | Altatódal                                                 | Cinco lobitos                               | BTeam Pictures          | Cinco lobitos           | Laia Costa, Susi Sánchez, Ramón Barea, Mikel Bustamante                                                                                               |
| 14.   | Miután annyi minden történt                               | After Everything                            | Voltage Pictures        | Castille Landon         | Josephine Langford, Hero Fiennes Tiffin, Louise Lombard, Stephen Moyer                                                                                |
| 14.   | Macskaland                                                | Mon chat et moi, la grande aventure de Rroû | Orange Studio           | Guillaume Maidatchevsky | Capucine Sainson-Fabresse, Corinne Masiero, Lucie Laurent, Nicolas Casar Umbdenstock, Juliette Gillis                                                 |
| 14.   | Szeánsz Velencében                                        | A Haunting in Venice                        | 20th Century Studios    | Kenneth Branagh         | Kenneth Branagh, Kyle Allen, Camille Cottin, Jamie Dornan, Tina Fey, Jude Hill, Ali Khan, Emma Laird, Kelly Reilly, Riccardo Scamarcio, Michelle Yeoh |
| 14.   | Varrat                                                    | –                                           | Vertigo Média Kft.      | Kempf Márta Anna        | Puskás-Dallos Péter, Galler András, Jared Smith |
| 14.   | Szörnyeteg                                                | Kaibutsu                                    | Toho                    | Koreeda Hirokazu        | Andó Szakura, Nagajama Eita, Kurakava Szoja, Hiiragi Hinata, Tanaka Júko                                                                              |
| 21.   | Feláldozh4tók                                             | Expend4bles                                 | Lionsgate               | Scott Waugh             | Jason Statham, Sylvester Stallone, 50 Cent, Megan Fox, Dolph Lundgren, Tony Jaa, Iko Uwais, Randy Couture, Jacob Scipio, Levy Tran, Andy García       |
| 21.   | Hawaii                                                    | Hawaii                                      | Warner Bros. Pictures   | Bérénice Bejo           | Élodie Bouchez, Émilie Caen, Pierre Deladonchamps, Nicolas Duvauchelle                                                                                |
| 21.   | Aranyéveink – Végül újrakezdjük?                          | Die goldenen Jahre                          | Zodiac Pictures         | Kulcsár Barbara         | Esther Gemsch, Stefan Kurt, Isabelle Barth, André Jung, Ueli Jäggi                                                                                    |
| 21.   | Végtelen víztükör                                         | Infinity Pool                               | Elevation Pictures      | Brandon Cronenberg      | Alexander Skarsgård, Mia Goth, Cleopatra Coleman, Jalil Lespert, Amanda Brugel                                                                        |
| 21.   | Ahol a sötétség lakozik                                   | It Lives Inside                             | Neon                    | Bishal Dutta            | Megan Suri, Neeru Bajwa, Vik Sahay, Betty Gabriel, Mohana Krishnan                                                                                    |
| 28.   | Apró hősök – Kalandos vizeken                             | Pattie et la colère de Poséidon             | Apollo Films            | David Alaux             | Kaycie Chase, Christophe Lemoine, Emmanuel Curtil, Pierre Richard, Michel Tureau                                                                      |
| 28.   | Az Alkotó                                                 | The Creator                                 | 20th Century Studios    | Gareth Edwards          | John David Washington, Gemma Chan, Vatanabe Ken, Sturgill Simpson, Madeleine Yuna Voyles, Allison Janney                                              |
| 28.   | A másik érintése                                          | –                                           | SzeretFilm Stúdió       | Buvári Tamás            | Trill Zsolt, Orbán Levente, Trokán Anna, Cservák Zoltán, Máté Gábor                                                                                   |
| 28.   | Kísértés                                                  | Pokusa                                      | Monolith Films          | Maria Sadowska          | Helena Englert, Andrea Preti, Piotr Stramowski, Ewa Lewandowska, Joanna Liszowska                                                                     |
| 28.   | A szerelem természete                                     | Simple comme Sylvain                        | Metafilms               | Pascal Schröder         | Magalie Lépine-Blondeau, Pierre-Yves Cardinal, Francis-William Rhéaume, Monia Chokri, Steve Laplante                                                  |
| 28.   | Alibi.com 2.                                              | Alibi.com 2                                 | StudioCanal             | Philippe Lacheau        | Philippe Lacheau, Élodie Fontan, Elena Kampouris, Tarek Boudali, Julien Arruti, Nathalie Baye                                                         |
| 28.   | Exhibition on Screen: Mary Cassatt – A Modern Nő portréja | Mary Cassatt: Painting the Modern Woman     | Seventh Art Productions | Ali Ray                 | – |

### Október
| Dátum | Magyar cím                            | Eredeti cím                          | Filmstúdió                             | Rendező                     | Főszereplők |
| ----- | ------------------------------------- | ------------------------------------ | -------------------------------------- | --------------------------- | --- |
| 5.    | 57 másodperc                          | 57 seconds                           | Revelations Entertainment              | Rusty Cundieff              | Josh Hutcherson, Morgan Freeman, Lovie Simone, Greg Germann, Bevin Bru                                                                               |
| 5.    | A 999-es szoba                        | Chambre 999                          | MK2 Productions                        | Lubna Playoust              | – |
| 5.    | Fűrész X.                             | Saw X.                               | Lionsgate                              | Kevin Greutert              | Tobin Bell, Shawnee Smith, Synnøve Macody Lund, Steven Brand, Michael Beach, Renata Vaca                                                             |
| 5.    | Magyarázat mindenre                   | –                                    | Cirko Film                             | Reisz Gábor                 | Adonyi-Walsh Gáspár, Znamenák István, Rusznák András, Hatházi Rebeka, Sodró Eliza                                                                    |
| 5.    | Tehu – Egy kis teve nagy kalandja     | Zodi & Tehu, frères du désert        | SND Groupe M6                          | Eric Barbier                | Yassir Drief, Alexandra Lamy, Youssef Hajdi, Nadia Benzakour, Jesuthasan Antonythasan                                                                |
| 5.    | Tisza-tó, az ember alkotta paradicsom | –                                    | Vertigo Média Kft.                     | Szendőfi Balázs             | Ljasuk Dimitry |
| 12.   | Az Adamanton                          | Sur l’Adamant                        | Les Films du Losange                   | Nicolas Philibert           | – |
| 12.   | Az ördögűző: A hívő                   | The Exorcist: Believer               | Universal Pictures                     | David Gordon Green          | Leslie Odom Jr., Ann Dowd, Jennifer Nettles, Norbert Leo Butz, Lidya Jewett, Olivia Marcum, Ellen Burstyn                                            |
| 12.   | Dzsungelhajsza                        | Freelance                            | Relativity Media                       | Pierre Morel                | John Cena, Alison Brie, Juan Pablo Raba, Christian Slater, Alice Eve                                                                                 |
| 12.   | Exhibition on Screen: Tokió művészete | Exhibition on Screen: Tokyo Stories  |                                        | David Bickerstaff           | – |
| 12.   | Idegen a szekrényben                  | No mires a los ojos                  | Universal Pictures International Spain | Félix Viscarret             | Paco León, Leonor Watling, Àlex Brendemühl, María Romanillos, Susana Abaitua, Juan Diego Botto, Marcos Ruiz                                          |
| 12.   | Jeanne du Barry – A szerető           | Jeanne du Barry                      | Le Pacte                               | Maïwenn                     | Maïwenn, Johnny Depp, Benjamin Lavernhe, Pierre Richard, Melvil Poupaud, Pascal Greggory                                                             |
| 12.   | A Mancs őrjárat: A szuperfilm         | PAW Patrol: The Mighty Movie         | Elevation Pictures                     | Cal Brunker                 | Mckenna Grace, Taraji P. Henson, Marsai Martin, Christian Convery, Kim Kardashian, North West, Saint West, James Marsden, Kristen Bell, Finn Lee-Epp |
| 19.   | Búcsú a tavasztól                     | March 68                             | Telewizja Polska                       | Krzysztof Lang              | Vanessa Aleksander, Ignacy Liss, Ireneusz Czop, Edyta Olszówka, Mariusz Bonaszewski                                                                  |
| 19.   | Cicaverzum                            | –                                    | Fórum Hungary                          | Szeleczki Rozália           | Törőcsik Franciska, Polgár Csaba, Udvaros Dorottya, Csobot Adél, Alföldi Róbert                                                                      |
| 19.   | DogMan – A kutyák ura                 | DogMan                               | Apollo Films                           | Luc Besson                  | Caleb Landry Jones, Jojo T. Gibbs, Christopher Denham, Grace Palma, Clemens Schick                                                                   |
| 19.   | Megfojtott virágok                    | Killers of the Flower Moon           | Paramount Pictures                     | Martin Scorsese             | Leonardo DiCaprio, Robert De Niro, Lily Gladstone, Brendan Fraser, Jesse Plemons                                                                     |
| 19.   | Szabadulószoba – A rettegés szintjei  | The Social Experiment                | Gipfelstürmer Film                     | Pascal Schröder             | Christian Richard Bauer, Marven Suarez Brinkert, Emilia Djalili, Claudiu Mark Draghici, Raffaela Kraus                                               |
| 26.   | A három testőr: D’Artagnan            | Les Trois Mousquetaires : D'Artagnan | Constantin Film                        | Martin Bourboulon           | François Civil, Vincent Cassel, Romain Duris, Pio Marmaï, Eva Green                                                                                  |
| 26.   | A ház, ahol a gonosz lakik            | Canceled                             | Scandinavian Content Group             | Oskar Mellander             | Vincent Grahl, Fanny Klefelt, Klas Wiljergård, William Wasberg, Felicia Kartal                                                                       |
| 26.   | Mellékszereplők                       | –                                    | Pannonia Entertainment                 | Sopsits Árpád               | Farkas Franciska, Jászberényi Gábor, Telek Zoltán Tibor, Telek Babita, Dömök Edina                                                                   |
| 26.   | Trollok: Együtt a banda               | Trolls Band Together                 | Universal Pictures                     | Walt Dohrn                  | Anna Kendrick, Justin Timberlake, Camila Cabello, Eric André, Troye Sivan, Kid Cudi, Daveed Diggs, RuPaul, Amy Schumer, Andrew Rannells, Zosia Mamet |
| 26.   | Apák és anyák                         | Fædre & Mødre                        | Nordisk Film Production                | Paprika Steen               | Nikolaj Lie Kaas, Amanda Collin, Lisa Loven Kongsli, Jacob Lohmann, Lars Brygmann                                                                    |
| 26.   | Repülés kezdőknek                     | Northern Comfort                     | Good Chaos                             | Hafsteinn Gunnar Sigurðsson | Timothy Spall, Lydia Leonard, Ella Rumpf, Sverrir Gudnason, Simon Manyonda                                                                           |

### November
| Dátum | Magyar cím                                           | Eredeti cím                                        | Filmstúdió                              | Rendező                        | Főszereplők |
| ----- | ---------------------------------------------------- | -------------------------------------------------- | --------------------------------------- | ------------------------------ | --- |
| 2.    | A lápkirály lánya                                    | The Marsh King's Daughter                          | Lionsgate                               | Neil Burger                    | Daisy Ridley, Ben Mendelsohn, Garrett Hedlund, Caren Pistorius, Brooklynn Prince, Gil Birmingham                                                                                               |
| 2.    | Elfogy a levegő                                      | –                                                  | Mozinet                                 | Moldovai Katalin               | Krasznahorkai Ágnes, Skovrán Tünde, Sándor Soma, Dimény Áron, Bölönyi Zsolt, Lőrincz Ágnes |
| 2.    | Szárnyalj!                                           | Goldbeak                                           | Liang Zi Film                           | Nigel W. Tierney, Dong Long    | |
| 2.    | Titina – A négylábú felfedező                        | Titina                                             | Les Films du losange                    | Kajsa Næss                     | Jan Gunnar Røise, Kåre Conradi, Anne Marit Jacobsen, Thorbjørn Harr, Ingar Helge Gimle, John Brungot, Christian Skolmen, Silje Torp                                                            |
| 2.    | Öt éjjel Freddy pizzázójában                         | Five Nights at Freddy’s                            | Universal Pictures                      | Emma Tammi                     | Josh Hutcherson, Elizabeth Lail, Piper Rubio, Mary Stuart Masterson, Matthew Lillard |
| 9.    | A csodák útján                                       | The Miracle Club                                   | Lionsgate                               | Thaddeus O’Sullivan            | Laura Linney, Kathy Bates, Maggie Smith, Stephen Rea, Agnes O’Casey |
| 9.    | Cirkusztestvérek                                     | –                                                  | FP Films Kft.                           | Halász Glória                  | – |
| 9.    | Marvelek                                             | The Marvels                                        | Walt Disney Studios Motion Pictures     | Nia DaCosta                    | Brie Larson, Teyonah Parris, Iman Vellani, Zawe Ashton, Pak Szodzsun, Samuel L. Jackson |
| 9.    | Mesterjátszma                                        | –                                                  | JUNO11 Pictures                         | Tóth Barnabás                  | Varga-Járó Sára, Váradi Gergely, Hajduk Károly, Mácsai Pál, Péterfy Bori |
| 9.    | Polonia akció 1920                                   | –                                                  | Pannonia Entertainment Ltd.             | Kiss Sándor, Kussinszky Kornél | |
| 9.    | Állati iramban                                       | Rally Road Racers                                  | Vanguard Animation                      | Ross Venokur                   | Jimmy O. Yang, J. K. Simmons, Chloe Bennet, Lisa Lu, Sharon Horgan, Catherine Tate, John Cleese                                                                                                |
| 16.   | A mi kocsmánk                                        | The Old Oak                                        | Ken Loach                               | StudioCanal                    | Ebla Mari, Dave Turner, Claire Rodgerson, Trevor Fox, Chris McGlade |
| 16.   | A vadember                                           | Vildmænd                                           | Det Danske Filminstitut                 | Thomas Daneskov                | Rasmus Bjerg, Zaki Youssef, Bjørn Sundquist, Sofie Gråbøl, Marco Ilsø |
| 16.   | Az éhezők viadala: Énekesmadarak és kígyók balladája | The Hunger Games: The Ballad of Songbirds & Snakes | Lionsgate                               | Francis Lawrence               | Tom Blyth, Rachel Zegler, Hunter Schafer, Jason Schwartzman, Peter Dinklage, Josh Andrés Rivera, Viola Davis                                                                                   |
| 16.   | Exhibition on Screen: Vermeer                        | Exhibition on Screen: Vermeer                      | Seventh Art Productions                 | David Bickerstaff              | Robert Lindsay (narrátor) |
| 16.   | Libertate’89 – Nagyszeben                            | –                                                  | Mythberg Films                          | Tudor Giurgiu                  | Bíró József, Dimény Áron, Deák Zoltán, Ionuţ Caras, Alexandru Papadopol |
| 16.   | Magasmentés                                          | –                                                  | Budapest Film                           | Tudor Giurgiu                  | Bogdan Dumitrache, Börcsök Olivér, Cserhalmi György, Hegedűs D. Géza, Kovács Lajos |
| 16.   | Vendég a francia kastélyban                          | Complètement cramé!                                | Universal Pictures International France | Gilles Legardinier             | Fanny Ardant, John Malkovich, Émilie Dequenne, Philippe Bas, Eugénie Anselin |
| 23.   | A kopogás                                            | Koputus                                            | Nordisk Film                            | Max Seeck, Joonas Pajunen      | Inka Kallén, Saana Koivisto, Pekka Strang, Linnea Skog, Hilma Temonen |
| 23.   | A vacsoravendég                                      | El comensal                                        | Tornasol Films                          | Ángeles González Sinde         | Susana Abaitua, Ginés García Millán, Adriana Ozores, Fernando Oyagüez, Iñaki Miramón |
| 23.   | Halálos bújócska                                     | All Fun and Games                                  | Vertical Entertainment                  | Ari Costa, Eren Celeboglu      | Asa Butterfield, Natalia Dyer, Benjamin Evan Ainsworth, Laurel Marsden, Annabeth Gish |
| 23.   | Kívánság                                             | Wish                                               | Walt Disney Pictures                    | Chris Buck, Fawn Veerasunthorn | Ariana DeBose, Chris Pine, Alan Tudyk, Angelique Cabral, Victor Garber, Natasha Rothwell, Jennifer Kumiyama, Evan Peters, Harvey Guillén, Ramy Youssef, Niko Vargas, Della Saba, Jon Rudnitsky |
| 23.   | Napóleon                                             | Napoleon                                           | Columbia Pictures                       | Ridley Scott                   | Joaquin Phoenix, Vanessa Kirby, Tahar Rahim, Ben Miles, Ludivine Sagnier |
| 23.   | Éger                                                 | –                                                  | Vertigo Média Kft.                      | Nagy Borús Levente             | Nagy Zsolt, Schmied Zoltán, Kálid Artúr, Kovács Tamás, Péterfy Bori |
| 30.   | Egy zuhanás anatómiája                               | Anatomie d'une chute                               | Les Films Pelléas                       | Justine Triet                  | Sandra Hüller, Swann Arlaud, Milo Machado Graner, Antoine Reinartz, Camille Rutherford |
| 30.   | A méhek húszezer fajtája                             | 20.000 especiales de abejas                        | BTeam Pictures                          | Estibaliz Urresola Solaguren   | Sofía Otero, Patricia López Arnaiz, Ane Gabarain, Itziar Lazkano, Sandra Drzymalska |
| 30.   | Három rabló és egy oroszlán                          | Folk og røvere i Kardemomme                        | Qvisten Animation                       | Rasmus A. Sivertsen            | Anders Baasmo, Herman Breum-Lie, Hedda Grjotheim, Mads Hansen, Thorbjørn Harr |
| 30.   | Semmelweis                                           | –                                                  | InterCom Zrt.                           | Koltai Lajos                   | Vecsei H. Miklós, Nagy Katica, Gálffi László, Kovács Lajos, Lengyel Ferenc |

### December
| Dátum | Magyar cím                          | Eredeti cím                            | Filmstúdió                | Rendező                                             | Főszereplők |
| ----- | ----------------------------------- | -------------------------------------- | ------------------------- | --------------------------------------------------- | --- |
| 7.    | Az eltűnt katona                    | The Vanishing Soldier                  | Sophie Dulac Distribution | Dani Rosenberg                                      | Ido Tako, Mika Reiss, Efrat Ben Zur, Tiki Dayan, Shmulik Cohen, Mushy Vider |
| 7.    | Eszeveszett küldetés                | 3 jours max                            | StudioCanal               | Tarek Boudali                                       | Tarek Boudali, Philippe Lacheau, Vanessa Guide, Julien Arruti, José Garcia |
| 7.    | Filip                               | Filip                                  | Telewizja Polska          | Michał Kwieciński                                   | Eryk Kulm Jr., Victor Meutelet, Caroline Hartig, Zoë Straub, Sandra Drzymalska |
| 7.    | Golda                               | Golda                                  | Vertical Entertainment    | Guy Nattiv                                          | Helen Mirren, Camille Cottin, Liev Schreiber, Lior Ashkenazi, Dvir Benedek |
| 7.    | Hullaadás                           | Thanksgiving                           | TriStar Pictures          | Eli Roth                                            | Patrick Dempsey, Addison Rae, Milo Manheim, Jalen Thomas Brooks, Nell Verlaque, Rick Hoffman, Gina Gershon |
| 7.    | Jéghideg                            | Kuldi                                  | Compass Films             | Erlingur Thoroddsen                                 | Jóhannes Haukur Jóhannesson, Elín Hall, Selma Björnsdóttir, Sara Dögg Ásgeirsdóttir, Halldóra Geirharðsdóttir |
| 7.    | Kacsalábon                          | Migration                              | Universal Pictures        | Benjamin Renner                                     | Kumail Nanjiani, Elizabeth Banks, Awkwafina, Keegan-Michael Key, David Mitchell, Carol Kane, Caspar Jennings, Tresi Gazal, Danny DeVito                                                                                             |
| 7.    | Parasztok                           | Chlopi                                 | BreakThru Films           | DK Welchman, Hugh Welchman                          | Kamila Urzędowska, Robert Gulaczyk, Mirosław Baka, Sonia Mietielica, Ewa Kasprzyk, Cyprian Grabowski, Cezary Łukaszewicz, Małgorzata Kożuchowska, Sonia Bohosiewicz, Dorota Stalińska, Andrzej Konopka, Marcin Rusin, Maciej Musiał |
| 7.    | Én vagyok az apád                   | Tirailleurs                            | Gaumont                   | Mathieu Vadepied                                    | Omar Sy, Alassane Diong, Jonas Bloquet, Bamar Kane, Oumar Sey |
| 14.   | Exhibition on Screen: Klimt: A csók | Exhibition on Screen: Klimt & The Kiss | Seventh Art Productions   | David Bickerstaff                                   | – |
| 14.   | Halloweeni körhinta                 | Karusell                               | Nordisk Film              | Simon Sandquist                                     | Omar Rudberg, Wilma Lidén, Amanda Lindh, Thomas Hedengran, Emil Algpeus |
| 14.   | Mása és a medve 2. - Dupla móka     | Masha and the Bear: Twice the Fun      |                           | Natalia Berezovaya, Artem Naumov, Vasily Bedoshvili | |
| 14.   | Palace Hotel                        | The Palace                             | 01 Distribution           | Roman Polański                                      | Oliver Masucci, Fanny Ardant, John Cleese, Joaquim de Almeida, Luca Barbareschi, Milan Peschel, Bronwyn James, Fortunato Cerlino, Michelle Shapa, Mickey Rourke                                                                     |
| 14.   | Valami madarak                      | –                                      | Mozinet                   | Hevér Dániel                                        | Szacsvay László, Kizlinger Lilla, Barbinek Péter |
| 14.   | Wonka                               | Wonka                                  | Warner Bros. Pictures     | Paul King                                           | Timothée Chalamet, Calah Lane, Keegan-Michael Key, Paterson Joseph, Matt Lucas, Mathew Baynton, Sally Hawkins, Rowan Atkinson, Jim Carter, Tom Davis, Olivia Colman, Hugh Grant                                                     |
| 21.   | A győztes gól                       | Next Goal Wins                         | Searchlight Pictures      | Taika Waititi                                       | Michael Fassbender, Oscar Kightley, Kaimana, David Fane, Rachel House, Beulah Koale, Will Arnett, Elisabeth Moss |
| 21.   | A tanári szoba                      | Das Lehrerzimmer                       | if… Productions           | İlker Çatak                                         | Leonie Benesch, Michael Klammer, Rafael Stachowiak, Anne-Kathrin Gummich, Eva Löbau |
| 21.   | Aquaman és az elveszett királyság   | Aquaman and the Lost Kingdom           | Warner Bros. Pictures     | James Wan                                           | Jason Momoa, Patrick Wilson, Amber Heard, Yahya Abdul-Mateen II, Nicole Kidman |
| 21.   | Hulló levelek                       | Kuolleet lehdet                        | Pandora Film              | Aki Kaurismäki                                      | Alma Pöysti, Jussi Vatanen, Janne Hyytiäinen, Nuppu Koivu, Matti Onnismaa |
| 21.   | Hátralévő életem első napja         | Il primo giorno della mia vita         | Medusa Film               | Paolo Genovese                                      | Toni Servillo, Valerio Mastandrea, Margherita Buy, Sara Serraiocco, Gabriele Cristini |
| 21.   | Tomi, Polli és a varázsfény         | –                                      | Vertigo Média Kft.        | Filip Posivac                                       | Gyetvai Martin, Pesztericz Mili, Kocsis Gergely, Ónodi Eszter, Schell Judit |
| 21.   | Az első igazi karácsony             | Den første julen i Skomakergata        | Nordisk Film              | Mikal Hovland                                       | Kåre Conradi, Mathias Luppichini, Kristoffer Olsen, Kaya Ekerholt McCurley, Lene Kongsvik Johansen |
| 28.   | Ennél csak jobb jöhet               | Une année difficile                    | Gaumont                   | Éric Toledano, Olivier Nakache                      | Pio Marmaï, Noémie Merlant, Jonathan Cohen, Mathieu Amalric, Grégoire Leprince-Ringuet, Luàna Bajrami |
| 28.   | Ferrari                             | Ferrari                                | Neon                      | Michael Mann                                        | Adam Driver, Penélope Cruz, Shailene Woodley, Sarah Gadon, Gabriel Leone, Jack O’Connell, Patrick Dempsey |
| 28.   | Van valami a pajtában               | There's Something in the Barn          | 74 Entertainment          | Magnus Martens                                      | Amrita Acharia, Townes Bunner, Alexander Karlsen El Younoussi, Calle Hellevang Larsen, Jeppe Beck Laursen |
| 28.   | Csendes éj                          | Silent Night                           | Lionsgate                 | John Woo                                            | Joel Kinnaman, Kid Cudi, Harold Torres, Catalina Sandino Moreno |

## Díjak, fesztiválok
- 95. Oscar-gála

legjobb film: Minden, mindenhol, mindenkor
legjobb nemzetközi játékfilm: Nyugaton a helyzet változatlan
legjobb rendező: Daniel Kwan és Daniel Scheinert – Minden, mindenhol, mindenkor
legjobb női főszereplő: Michelle Yeoh – Minden, mindenhol, mindenkor
legjobb férfi főszereplő: Brendan Fraser – A bálna
legjobb női mellékszereplő: Jamie Lee Curtis – Minden, mindenhol, mindenkor
legjobb férfi mellékszereplő: Ke Huy Quan – Minden, mindenhol, mindenkor
- 80. Golden Globe-gála

legjobb drámai film: A Fabelman család
legjobb komédia vagy musical: A sziget szellemei
legjobb idegen nyelvű film: Argentína, 1985
legjobb rendező: Steven Spielberg – A Fabelman család
legjobb színésznő (dráma): Cate Blanchett – Tár
legjobb férfi színész (dráma): Austin Butler – Elvis
legjobb színésznő (komédia vagy musical): Michelle Yeoh – Minden, mindenhol, mindenkor
legjobb férfi színész (komédia vagy musical): Colin Farrell – A sziget szellemei
- 36. Európai Filmdíj-gála

legjobb európai film: Egy zuhanás anatómiája
Legjobb európai felfedezett: Hogyan szexeljünk
legjobb európai rendező: Justine Triet – Egy zuhanás anatómiája
legjobb európai színésznő: Sandra Hüller – Egy zuhanás anatómiája
legjobb európai színész: Mads Mikkelsen – A fattyú
Legjobb forgatókönyvíró: Justine Triet és Arthur Harari – Egy zuhanás anatómiája
- 48. César-gála

legjobb film: Akkor éjjel
legjobb külföldi film: Szörnyetegek
legjobb rendező: Dominik Moll – Akkor éjjel
legjobb színész: Benoît Magimel – Pacifiction : Tourment sur les Îles
legjobb színésznő: Virginie Efira – Párizsi emlékek
- 76. BAFTA-gála

legjobb film: Nyugaton a helyzet változatlan
legjobb brit film: A sziget szellemei
legjobb nem angol nyelvű film: Nyugaton a helyzet változatlan
legjobb rendező: Edward Berger – Nyugaton a helyzet változatlan
legjobb női főszereplő: Cate Blanchett – Tár
legjobb férfi főszereplő: Austin Butler – Elvis
- 43. Arany Málna-gála

legrosszabb film: Szöszi
legrosszabb remake: Pinokkió
legrosszabb rendező: Machine Gun Kelly és Mod Sun – Good Mourning
legrosszabb női főszereplő: A Razzies önmaga
legrosszabb férfi főszereplő: Jared Leto – Morbius
- 76. Cannes-i Fesztivál

Arany Pálma: Egy zuhanás anatómiája – rendező: Justine Triet
Nagydíj: Érdekvédelmi terület – rendező: Jonathan Glazer
75. évfordulós díj: Tori és Lokita – rendező: Jean-Pierre és Luc Dardenne
A zsűri díja: Hulló levelek – rendező: Aki Kaurismäki
Legjobb rendezés díja: Trần Anh Hùng – A szenvedély íze
Legjobb női alakítás díja: Merve Dizdar – Elszáradt füvekről
Legjobb férfi alakítás díja: Jakuso Kódzsi – Tökéletes napok
Legjobb forgatókönyv díja: Szakamoto Júdzsi – szörnyeteg

## Halálozások
- január 9. Melinda Dillon – amerikai színésznő
- január 11. Carole Cook – amerikai színésznő
- január 14. Inna Csurikova – orosz színésznő
- január 15. Bruce Gowers – brit filmrendező
- január 16.
  - Gina Lollobrigida – olasz színésznő
  - Brian Tufano – brit filmoperatőr
- január 19. Szentpétery Aranka – szlovákiai magyar színésznő
- január 22. Hossein Shahabi – iráni filmrendező, forgatókönyvíró, producer
- január 28. Lisa Loring – amerikai színésznő
- január 29. Annie Wersching – amerikai színésznő
- február 1. Várday Zoltán – Kazinczy-díjas színész
- február 4. Jürgen Flimm – német rendező, színész
- február 8. Burt Bacharach – amerikai zeneszerző, dalszerző
- február 10. Carlos Saura – spanyol filmrendező
- február 15. Raquel Welch – Golden Globe-díjas amerikai színésznő
- február 16. Michel Deville – francia filmrendező, forgatókönyvíró
- február 17. Stella Stevens – amerikai színésznő
- február 21. Nadja Tiller – osztrák színésznő
- február 22. Dunai Tamás – Jászai Mari-díjas színész
- február 23. Konter László – Jászai Mari-díjas rendező, színész
- március 3. Tom Sizemore – amerikai színész
- március 8.
  - Hajím Topól – Golden Globe-díjas izraeli színész
  - Marcel Amont – francia énekes, színész
- március 11. Ignacio López Tarso – mexikói színész
- március 13. Csák Zsuzsa – színésznő
- március 17. Lance Reddick – amerikai színész, szinkronszínész
- március 22. Rebecca Jones – mexikói színésznő, producer
- március 24. Jankovits József – Liszt Ferenc-díjas operetténekes, színész
- március 25. Szakamoto Rjúicsi – Oscar-díjas japán zeneszerző, színész
- március 30. Ragályi Elemér – Kossuth- és Balázs Béla-díjas operatőr
- április 3.
  - Kristaq Mitro – albán filmrendező
  - Géczy Dorottya – Jászai Mari-díjas színésznő
- április 4. Andrés García – dominikai-mexikói színész
- április 9. Bárány Frigyes – Jászai Mari-díjas színész
- április 23. Cs. Németh Lajos – Aase-díjas színész
- április 25.
  - Szélyes Imre – színész
  - Harry Belafonte – Grammy-díjas amerikai énekes, színész
- május 3. Joós László – Jászai Mari-díjas színész
- május 8. Máthé Erzsi – Kossuth-díjas színésznő
- május 11. Kenneth Anger – amerikai filmrendező, forgatókönyvíró
- május 18. Helmut Berger – osztrák színész
- május 20. Lang Györgyi – énekesnő, színésznő
- május 21. Ray Stevenson – brit színész
- május 24.
  - Tina Turner – Grammy-díjas amerikai énekesnő, színésznő
  - Dano Heriban – szlovák színész
- május 26. Szegedi Erika – Jászai Mari-díjas színésznő
- május 29. Peter Simonischek – osztrák színész
- május 30. Milka Zimková – szlovák filmrendező, színésznő
- május 31. Patricia Dainton – brit színésznő
- június 6. Holl János – színész
- június 12. Treat Williams – amerikai színész
- június 15. Glenda Jackson – kétszeres Oscar-díjas angol színésznő
- június 29. Alan Arkin – Oscar-díjas amerikai színész
- július 13. Josephine Chaplin – brit-amerikai színésznő
- július 16. Jane Birkin – brit-francia színésznő
- július 19. Balázsovits Lajos – Balázs Béla-díjas színész, a nemzet színésze
- július 23. Pap Éva – Jászai Mari-díjas színésznő
- július 30. Paul Reubens – amerikai színész
- július 31. Inga Landgré – svéd színésznő
- augusztus 3. Mark Margolis – amerikai színész
- augusztus 7. William Friedkin – Oscar-díjas amerikai filmrendező
- augusztus 8. Dušan Kaprálik – szlovák színész
- augusztus 10. Antonella Lualdi – olasz színésznő
- augusztus 13. Patricia Bredin – angol énekesnő, színésznő
- augusztus 17. David Ostrosky – mexikói színész
- augusztus 26. Gleb Panfilov – orosz filmrendező, forgatókönyvíró
- augusztus 27. Medvigy Gábor – Balázs Béla-díjas operatőr
- szeptember 8. Tiboldi Mária – Jászai Mari-díjas színésznő
- szeptember 15. Billy Miller – amerikai színész
- szeptember 25. David McCallum – skót színész
- szeptember 28.
  - Szirtes András – Balázs Béla-díjas filmrendező
  - Michael Gambon – ír színész
- október 6. Olgyai Magda – színésznő
- október 8. Burt Young – amerikai színész
- október 14. Piper Laurie – Emmy-díjas amerikai színésznő
- október 15. Suzanne Somers – amerikai színésznő
- október 19. Lasse Berghagen – svéd énekes, színész
- október 22. Bíró Zsuzsa – Balázs Béla-díjas dramaturg, forgatókönyvíró
- október 28. Matthew Perry – amerikai-kanadai színész
- október 31. Elmar Wepper – német színész
- november 3. Ábrahám Irén – vajdasági magyar színésznő
- november 8. Rainer Erler – német filmrendező, forgatókönyvíró, filmproducer
- november 16. Galambos Erzsi – Kossuth-díjas színművész
- november 17. Czintos József – Jászai Mari-díjas romániai magyar színész
- november 18. Csomós Mari – Kossuth-díjas színésznő, a nemzet színésze
- november 19. Joss Ackland – angol színész
- november 24. Heidelinde Weis – osztrák színésznő
- november 28.
  - Kisgergely József – színész
  - Bajomi Nagy György – Jászai Mari-díjas színész
- december 4. Queta Lavat – mexikói színésznő
- december 5. Sophie Anderson – angol pornószínésznő
- december 6. Andresz Kati – színésznő, szinkronszínésznő
- december 8. Ryan O’Neal – amerikai színész
- december 11. Andre Braugher – amerikai színész
- december 13. Bakody József – Aase-díjas színész
- december 18. Dózsa László – színész, rendező
- december 22. Ingrid Steeger – német színésznőszínész
- december 25. Richard Franklin – angol színész, író
- december 27. I Szonggjun  – dél-koreai színész
- december 30. Tom Wilkinson – angol színész